# Бланш де Три
Бланш де Три (фр. Blanche de Trie, ум. не ранее 1402) — графиня Даммартена, дама де Нель и де Мондубло.
Родилась около 1360 года. Старшая из двух дочерей Шарля, графа Даммартена (ум. после 1375) и его жены Жанны д’Амбуаз, виконтессы Шатодена.
В 1400 году она и её сестра Жанна продали сеньорию Мондубло Эрве де Мони, сеньору де Ториньи.
Муж — Шарль де ла Ривьер (ум. 1429), сын Бюро де ла Ривьера — министра королей Карла V и Карла VI. Их свадьба состоялась ещё при жизни Шарля де Даммартена. После его смерти Шарль де ла Ривьер по правам жены принял титул графа Даммартена. Детей в их браке не было.
Бланш умерла между 1400 и 1408 годами. После её смерти права на наследство предъявил Жан де Вержи, сеньор де Фуван (ум. 1418) — внук Матильды (ум. после 1319), дочери графа Даммартена Жана де Три (ум. 1302). Однако владения покойной получил не он, а Жан де Фаель (ум. 1420), виконт де Бретейль, внук Жаклины де Даммартен (ум. 1389), которая являлась тёткой Бланш (сестрой отца).
Жан де Фаель умер в 1420 году бездетным, и графство Даммартен унаследовала его сестра Мария де Фаель. Её муж Рено де Нантёйл, сеньор д’Аси, оставался верным сторонником французского короля. За это регент английского короля Генриха VI Джон Бедфорд в 1425 году конфисковал его владения и передал Даммартен Антуану де Вержи (1379/80-1439), сеньору де Шамплитту, сыну вышеупомянутого Жана де Вержи. В 1436 году после изгнания англичан дочь Марии де Фаель и Рено де Нантёйла Маргарита (жена Антуана де Шабанна) восстановила свои права на графство.